# روث كارول تايلور
روث كارول تايلور (بالإنجليزية: Ruth Carol Taylor)‏ هي مضيفة طيران وممرضة أمريكية، ولدت في 27 ديسمبر 1931.